# (10764) Rübezahl
(10764) Rubezahl, désignation internationale (10764) Rübezahl, est un astéroïde de la ceinture principale.

## Description
(10764) Rubezahl est un astéroïde de la ceinture principale. Il fut découvert le 12 octobre 1990 à Tautenburg par Freimut Börngen et Lutz Dieter Schmadel. Il présente une orbite caractérisée par un demi-grand axe de 3,06 UA, une excentricité de 0,11 et une inclinaison de 10,8° par rapport à l'écliptique.

## Origine du nom
Son nom provient d'un être de légende, géant du Mont des Géants, Rübezahl dans le folklore allemand.

## Compléments